# Homoneura diacrostichalis
Homoneura diacrostichalis är en tvåvingeart som beskrevs av Malloch 1929. Homoneura diacrostichalis ingår i släktet Homoneura och familjen lövflugor. Inga underarter finns listade i Catalogue of Life.